# Express InterCity
Express InterCity (Kurzform EIC) ist eine Zuggattung des Fernverkehrs, die in Polen durch PKP Intercity, eine Tochtergesellschaft des Eisenbahnunternehmens Polskie Koleje Państwowe, angeboten wird.
Die Zuggattung entstand 2009 aus der Fusion der damaligen PKP-Zuggattungen Express (Ex) und InterCity (IC).
Seit Dezember 2014 wird mit dem Express InterCity Premium (EIP) eine weitere Zuggattung angeboten, unter der die Verkehre mit den Hochgeschwindigkeitszügen der PKP-Baureihe ED250 klassifiziert werden. Auf den Strecken des Express InterCity Premium wurden zahlreiche Express InterCity-Züge durch Express InterCity Premium-Züge ersetzt.

## Streckennetz

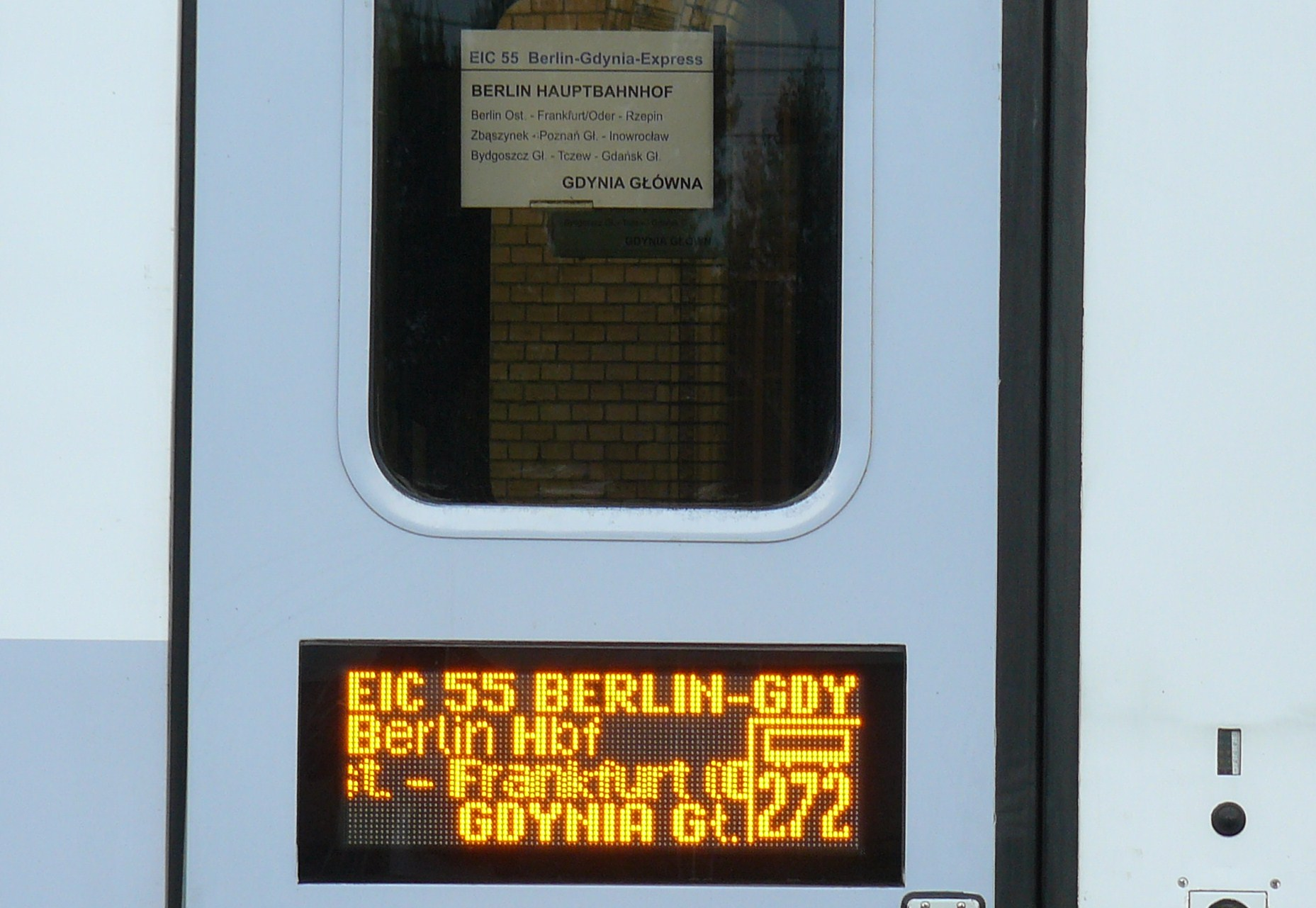
Zuglaufschild eines EIC (2013)

PKP Intercity bietet mehrere EIC-Routen innerhalb Polens an, die mehrheitlich auf die Hauptstadt Warschau ausgerichtet sind:
- von Warschau nach Stettin
- von Warschau nach Posen
- von Warschau nach Breslau
- von Warschau nach Bielsko-Biała
- von Warschau nach Gliwice
- von Warschau nach Krakau
- von Bielsko-Biała nach Kołobrzeg
- von Warschau nach Kołobrzeg
- von Warschau über Danzig nach Gdingen
- von Warschau nach Hel
- von Warschau nach Zakopane

Internationale EIC-Verbindungen führen nach Deutschland (Berlin), nach Österreich (Wien) und nach Tschechien (Břeclav, Ostrava).